# La mina
La mina és una pel·lícula argentina dirigida per Víctor Laplace i protagonitzada per Norman Briski, Víctor Laplace i Jean Pierre Noher. Va ser estrenada el 9 de setembre de 2004.

## Sinopsi
Don Sebastián, home d'una generació que es va criar en un país en ple desenvolupament i amb futur, no accepta l'enfonsament i s'aferra al treball com a única alternativa, i amb ell, a l'esperança. La porfídia de qui sap que no importa el preu que hagi de pagar-se per a intentar transformar la societat.

## Repartiment
- Norman Briski com Eleonora Wexler
- Víctor Laplace com Don Sebastián
- Jean Pierre Noher com Ricardo
- Haydée Padilla com Doña Leonor
- Eleonora Wexler com Juana